# Козлов, Григорий Филиппович
Григорий Филиппович Козлов (12 марта 1911, Дубровка, Санкт-Петербургская губерния — 10 октября 1984, Ленинград) — полковник Советской Армии, участник Великой Отечественной войны, Герой Советского Союза (1945).

## Биография
Григорий Козлов родился 12 марта 1911 года в деревне Дубровка (ныне — Плюсский район Псковской области). Окончил два курса Ленинградского горного института. В 1934 году был призван на службу в Рабоче-крестьянскую Красную Армию. В 1936 году окончил Качинскую военную авиационную школу пилотов. Участвовал в польском походе и советско-финской войне. С июня 1941 года — на фронтах Великой Отечественной войны. Принимал участие в боях на Северо-Западном, Брянском, 2-м и 1-м Прибалтийском, 3-м Белорусском, 1-м Украинском фронтах. Участвовал в Курской битве, освобождении Белорусской ССР, Прибалтики и Польши, боях в Германии, освобождении Чехословакии.
К концу войны майор Григорий Козлов был заместителем командира и одновременно лётчиком-инспектором по технике пилотирования и теории полётов 135-го штурмового авиаполка 308-й штурмовой авиадивизии 2-й воздушной армии 1-го Украинского фронта. За время своего участия в боях он совершил 103 боевых вылета на штурмовку и бомбардировку скоплений вражеских войск, военных объектов противника, лично сбил 2 вражеских самолёта.
Указом Президиума Верховного Совета СССР от 27 июня 1945 года за «умелое командование группами штурмовиков, мужество и героизм, проявленные при нанесении штурмовых ударов по противнику» майор Григорий Козлов был удостоен высокого звания Героя Советского Союза с вручением ордена Ленина и медали «Золотая Звезда» за номером 8041.
После окончания войны Козлов продолжил службу в Советской Армии. В 1954 году он окончил курсы усовершенствования офицерского состава. В 1957 году в звании полковника Козлов вышел в отставку. Проживал в Ленинграде. Умер 10 октября 1984 года, похоронен на Киновеевском кладбище Санкт-Петербурга.
Был также награждён двумя орденами Красного Знамени, орденом Александра Невского, двумя орденами Красной Звезды, рядом медалей.